# Powerage World Tour
Powerage World Tour bylo koncertní turné australské hardrockové skupiny AC/DC, které sloužilo jako propagace studiového alba Powerage.

## Setlist
1. "Live Wire"
2. "Problem Child"
3. "Sin City"
4. "Bad Boy Boogie"
5. "Rock 'n' Roll Damnation"
6. "High Voltage"
7. "Whole Lotta Rosie"
8. "Dog Eat Dog"
9. "Rocker"
10. "Let There Be Rock"

## Sestava
AC/DC
- Bon Scott – (zpěv)
- Angus Young – (sólová kytara)
- Malcolm Young – (doprovodná kytara, doprovodné vokály)
- Cliff Williams – (baskytara, doprovodné vokály)
- Phil Rudd – (bicí)

## Turné v datech
| Datum             | Město               | Stát          | Místo                                  |
| Oceánie           | Oceánie             | Oceánie       | Oceánie                                |
| ----------------- | ------------------- | ------------- | -------------------------------------- |
| 17. března 1978   | Melbourne           | Austrálie     | Bombay Rock                            |
| Evropa            |                     |               |                                        |
| 27. dubna 1978    | Hanley              | Anglie        | Victoria Hall                          |
| 30. dubna 1978    | Glasgow             | Skotsko       | The Apollo                             |
| 1. května 1978    | Middlesbrough       | Anglie        | Middlesbrough Town Hall                |
| 2. května 1978    | Coventry            | Anglie        | Locarno Ballroom                       |
| 4. května 1978    | Liverpool           | Anglie        | Empire Theatre                         |
| 5. května 1978    | Newcastle           | Anglie        | Mayfair Ballroom                       |
| 7. května 1978    | Londýn              | Anglie        | Hammersmith Odeon                      |
| 8. května 1978    | Swindon             | Anglie        | Oasis Leisure Centre                   |
| 11. května 1978   | Great Yarmouth      | Anglie        | Vauxhall Holiday Camp Ballroom         |
| 12. května 1978   | Cambridge           | Anglie        | Corn Exchange                          |
| 13. května 1978   | West Runton         | Anglie        | Pavilion                               |
| 14. května 1978   | Birmingham          | Anglie        | Birmingham Odeon                       |
| 15. května 1978   | Derby               | Anglie        | Assembly Rooms                         |
| 16. května 1978   | Keighley            | Anglie        | Victoria Hall                          |
| 18. května 1978   | Colchester          | Anglie        | ABC                                    |
| 19. května 1978   | Leeds               | Anglie        | Leeds Beckett University               |
| 21. května 1978   | Sheffield           | Anglie        | Top Rank Suite                         |
| 22. května 1978   | Bristol             | Anglie        | Colston Hall                           |
| 23. května 1978   | Bournemouth         | Anglie        | Village Bowl                           |
| 24. května 1978   | Plymouth            | Anglie        | The Metro                              |
| 26. května 1978   | Blackburn           | Anglie        | King George's Hall                     |
| 27. května 1978   | Carlisle            | Anglie        | Market Hall                            |
| Severní Amerika   |                     |               |                                        |
| 24. června 1978   | Norfolk             | Spojené státy | Norfolk Scope                          |
| 25. června 1978   | Lexington           | Spojené státy | Rupp Arena                             |
| 26. června 1978   | Knoxville           | Spojené státy | James White Civic Coliseum             |
| 30. června 1978   | Miami               | Spojené státy | Miami Stadium                          |
| 2. července 1978  | Houston             | Spojené státy | The Summit                             |
| 3. července 1978  | Dallas              | Spojené státy | Fair Park                              |
| 4. července 1978  | Lubbock             | Spojené státy | Lubbock Municipal Coliseum             |
| 6. července 1978  | Austin              | Spojené státy | Opry House                             |
| 7. července 1978  | Corpus Christi      | Spojené státy | The Ritz Theater                       |
| 8. července 1978  | San Antonio         | Spojené státy | Municipal Auditorium                   |
| 10. července 1978 | Salt Lake City      | Spojené státy | Salt Palace                            |
| 12. července 1978 | Long Beach          | Spojené státy | Long Beach Arena                       |
| 13. července 1978 | Los Angeles         | Spojené státy | Starwood                               |
| 15. července 1978 | Fresno              | Spojené státy | Selland Arena                          |
| 16. července 1978 | San Jose            | Spojené státy | San Jose Exhibit                       |
| 21. července 1978 | Portland            | Spojené státy | Memorial Coliseum                      |
| 23. července 1978 | Oakland             | Spojené státy | Oakland Coliseum (Day on the Green #3) |
| 25. července 1978 | Vancouver           | Kanada        | Pacific National Exhibition Coliseum   |
| 26. července 1978 | Spokane             | Spojené státy | Spokane Coliseum                       |
| 28. července 1978 | Billings            | Spojené státy | Yellow Stone Metra                     |
| 29. července 1978 | Evansville          | Spojené státy | Mesker Amphitheatre                    |
| 30. července 1978 | Winnipeg            | Kanada        | Winnipeg Arena                         |
| 1. srpna 1978     | Rapid City          | Spojené státy | Rushmore Plaza Civic Center            |
| 3. srpna 1978     | East Troy           | Spojené státy | Alpine Valley Music Theatre            |
| 4. srpna 1978     | Chicago             | Spojené státy | International Amphitheatre             |
| 5. srpna 1978     | Chicago             | Spojené státy | Comiskey Park                          |
| 8. srpna 1978     | Nashville           | Spojené státy | (Atlantic Records Bar Convention)      |
| 9. srpna 1978     | Salem               | Spojené státy | Roanoke Civic Center                   |
| 10. srpna 1978    | Fayetteville        | Spojené státy | Cumberland County Arena                |
| 11. srpna 1978    | Atlanta             | Spojené státy | Atlanta Symphony Hall                  |
| 12. srpna 1978    | Jacksonville        | Spojené státy | Veterans Memorial Coliseum             |
| 13. srpna 1978    | Miami               | Spojené státy | Gussman Hall                           |
| 18. srpna 1978    | Hempstead, New York | Spojené státy | Calderone Theatre                      |
| 19. srpna 1978    | Wilkes-Barre        | Spojené státy | F.M. Kirby Center                      |
| 20. srpna 1978    | Johnstown           | Spojené státy | Cambria County War Memorial Arena      |
| 21. srpna 1978    | Boston              | Spojené státy | Paradise Theatre                       |
| 22. srpna 1978    | Morristown          | Spojené státy | Morris Stage                           |
| 23. srpna 1978    | Albany              | Spojené státy | Palace Theater                         |
| 24. srpna 1978    | New York City       | Spojené státy | The Palladium                          |
| 25. srpna 1978    | Warwick             | Spojené státy | Rocky Point Park                       |
| 26. srpna 1978    | Willimantic         | Spojené státy | Shaboo Inn                             |
| 27. srpna 1978    | Owing Mills         | Spojené státy | Painters Mill Star Theatre             |
| 29. srpna 1978    | Seattle             | Spojené státy | Seattle Coliseum                       |
| 30. srpna 1978    | Seattle             | Spojené státy | Seattle Coliseum                       |
| 31. srpna 1978    | Portland            | Spojené státy | Paramount Theatre                      |
| 2. září 1978      | Oakland             | Spojené státy | Oakland Stadium (Day on the Green #5)  |
| 4. září 1978      | Denver              | Spojené státy | Red Rocks Amphitheatre                 |
| 8. září 1978      | Wheeling            | Spojené státy | WesBanco Arena                         |
| 9. září 1978      | Johnson City        | Spojené státy | Freedom Hall Civic Center              |
| 10. září 1978     | Columbus            | Spojené státy | Veterans Memorial Auditorium           |
| 12. září 1978     | Milwaukee           | Spojené státy | Riverside Theater                      |
| 13. září 1978     | Royal Oak           | Spojené státy | Royal Oak Theater                      |
| 14. září 1978     | Schaumburg          | Spojené státy | B'Ginnings                             |
| 16. září 1978     | Cleveland           | Spojené státy | Connor Palace                          |
| 17. září 1978     | Allentown           | Spojené státy | Lehigh Carbon Community College        |
| 20. září 1978     | Huntington          | Spojené státy | Huntington Civic Center                |
| 22. září 1978     | Chicago             | Spojené státy | Aragon Ballroom                        |
| 23. září 1978     | Kansas City         | Spojené státy | Uptown Theatre                         |
| 24. září 1978     | Omaha               | Spojené státy | Omaha Civic Auditorium                 |
| 27. září 1978     | Buffalo             | Spojené státy | Buffalo Memorial Auditorium            |
| 28. září 1978     | Rochester           | Spojené státy | Rochester Community War Memorial       |
| 29. září 1978     | Detroit             | Spojené státy | Cobo Arena                             |
| 30. září 1978     | South Bend          | Spojené státy | Edmund P. Joyce Center                 |
| 2. října 1978     | Toledo              | Spojené státy | Toledo Sports Arena                    |
| 3. října 1978     | Fort Wayne          | Spojené státy | Allen County War Memorial Coliseum     |
| Evropa            |                     |               |                                        |
| 10. října 1978    | Malmö               | Švédsko       | Folkets Park                           |
| 11. října 1978    | Stockholm           | Švédsko       | Göta Lejon                             |
| 13. října 1978    | Hamburk             | Německo       | Audimax                                |
| 14. října 1978    | Norimberk           | Německo       | Hemmerleinhalle                        |
| 15. října 1978    | Curych              | Švýcarsko     | Volkshaus                              |
| 16. října 1978    | Mannheim            | Německo       | Rheingoldhalle                         |
| 17. října 1978    | Dortmund            | Německo       | Westfalenhallen 3                      |
| 18. října 1978    | Kolín nad Rýnem     | Německo       | Sartory-Saal                           |
| 19. října 1978    | Offenbach am Main   | Německo       | Wiener Stadthalle                      |
| 20. října 1978    | Mnichov             | Německo       | Schwabinger Brau                       |
| 22. října 1978    | Amsterdam           | Nizozemsko    | Jaap Edenhal                           |
| 23. října 1978    | Nijmegen            | Nizozemsko    | De Vereeniging                         |
| 24. října 1978    | Paříž               | Francie       | Le Stadium                             |
| 26. října 1978    | Deurne              | Belgie        | Sporthal Arena                         |
| 27. října 1978    | Koekelare           | Belgie        | Koekelaarse Sporthal                   |